# Turbonilla cabrilloi
Turbonilla cabrilloi är en snäckart som beskrevs av Bartsch 1917. Turbonilla cabrilloi ingår i släktet Turbonilla och familjen Pyramidellidae. Inga underarter finns listade i Catalogue of Life.